# 認証マーク

JISマーク

認証・証明マーク（にんしょう・しょうめいマーク）とは、商品やサービスの品質、性能、安全性等を証明し、他の商品サービスと差別化するために使用される。
この品質、性能、安全性の担保である認証・証明マークの使用は、標準化団体や業界団体、国などが評価基準を作成し、実際にテストや監査を行うことで使用が認可される。偽造して使用した場合は、商標権、または国ごとの法律によって罰せられる。

## 認証マーク・組織一覧
業界団体
- ウールマーク
- プライバシーマーク
- STマーク（日本玩具協会）

国際機関
- 国際標準化機構（ISO）
- ホールマーク（貴金属の品位証明）

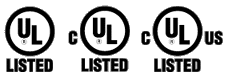
ULリスティングマーク

エネルギースター

特定保健用食品のマーク。厚生労働省時代のもの

- ブルーフラッグビーチ(砂浜、ヨットハーバーなど)

第三者機関の認証
- UL (安全機関)
- モンドセレクション
- ハラール認証（イスラム教の食事制限クリア食品）
- コーシャ認定（ユダヤ教の食事制限クリア食品）
- MOI (イタリア)（イタリア料理認定、イタリア語：Marchio di Ospitalità Italiana）
- 日本食レストラン価値向上委員会（フランス語：Comité d'évaluation de la cuisine japonaise）
- ヴィーガン認定マーク（ヴィーガニズム者向け動物由来食材を使ってない料理）
- クルエルティフリー（商品や活動が動物を傷つけたり殺したりしていないことを示すラベル）

国、国に準じる組織の認証
- ANSI規格（米国国家規格協会）
- CEマーク（欧州連合）
- BSiマーク（英国規格）
- JISマーク（日本産業規格）
- CCC制度（中国）
- DINマーク（ドイツ工業規格）
- GOST規格（ロシア）
- ユーラシア適合マーク（ロシア、カザフスタン、ベラルーシ）

国の組織によって認証
- エコマーク
- PSEマーク、Sマーク
- SGマーク
- HACCP（厚生労働省）
- 特保マーク
- エネルギースター（アメリカ合衆国エネルギー省、環境保護庁）
- MIL規格
- タイセレクト（タイ国商務省のタイ料理認定）
- Washoku JAPANマーク（和食文化国民会議　農林水産省）
- 技適マーク（総務省）